# Hilda Hewlett

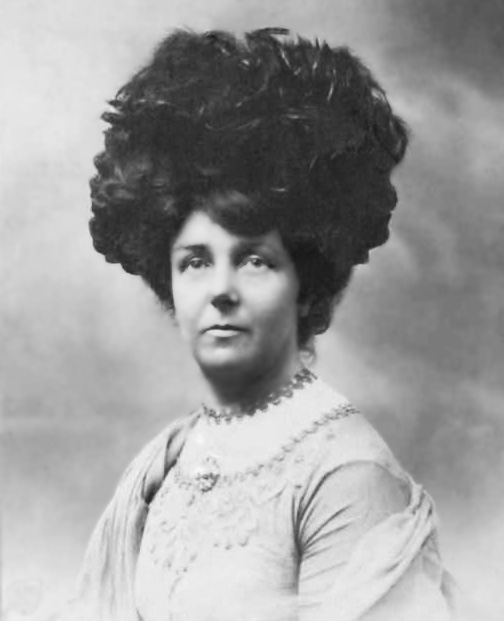
Hilda Hewlett, circa 1911

Hilda Hewlett (* 17. Februar 1864 in London Borough of Lambeth, England; † 21. August 1943 in Tauranga, Neuseeland) war eine britisch-neuseeländische Pilotin und Gründerin der ersten englischen Flugschule. Am 29. August 1911 erwarb sie in Brooklands als erste Frau in Großbritannien einen Pilotenschein.

## Leben und Werk
Hewlett wurde als Hilda Beatrice Herbert als eines von neun Kindern des anglikanischen Pfarrers George William Herbert und seiner Frau Louisa geboren und wurde in ihrer Kindheit „Billy“ und im späteren Leben „Old Bird“ genannt. Sie wurde zu Hause unterrichtet und besuchte die National Art Training School (heute Royal College of Art) in South Kensington. Mit 19 Jahren reiste sie mit ihren Eltern nach Ägypten und wurde zwei Jahre später in Berlin ein Jahr lang als Krankenschwester ausgebildet. 1888 heiratete sie in der Kirche ihres Vaters in St. Peter in Vauxhall den späteren Schriftsteller Maurice Henry Hewlett, mit dem sie einen Sohn und eine Tochter bekam. Das Paar trennte sich nach dem Ersten Weltkrieg freundschaftlich. 1909 nahm sie an dem ersten englischen Flugtreffen teil. Später in demselben Jahr reiste sie unter dem Pseudonym „Grace Bird“ zum Flugplatz in Mourmelon-le-Grand, Frankreich, um Luftfahrt zu studieren. Dort lernte sie den Luftfahrtingenieur Gustav Blondeau kennen, der ihr Geschäftspartner wurde. Sie kehrte mit einem Doppeldecker Farman III nach England zurück und eröffnete mit Blondeau die erste Flugschule in Großbritannien auf der Brooklands-Rennstrecke in Weybridge in der Grafschaft Surrey. Am 29. August 1911 erwarb sie in Brooklands als erste britische Frau das Pilotenzeugnis Nr. 122 vom Royal Aero Club (RAC). Am 11. September 1911 flog sie ihren Farman-Doppeldecker in einer Flugshow in Chelson Meadow, Plymouth und 1912 gewann sie einen Schnellstart-Luftfahrtwettbewerb. Zu ihren Schülern gehörten Geoffrey de Havilland, Spencer Douglas Adair Gray und ihr Sohn Francis Hewlett. Als die Schule 1912 geschlossen wurde, gab es 13 RAC-Zertifikate. Sie gründete mit Blondeau die Hewlett & Blondeau Ltd., die Farman-, Caudron- und Hanriot-Flugzeuge in Lizenz baute. 1912 wurde die Produktion nach Battersea (London) und 1914 nach Leagrave in Bedfordshire verlagert. Während des Ersten Weltkriegs lieferte die Firma über 800 Militärflugzeuge und bis 1919 wurden zehn verschiedene Flugzeugtypen gebaut. Als 1918 der Krieg endete, orientierte sich das Unternehmen in den Bau landwirtschaftlicher Geräte um, wurde jedoch Ende 1920 geschlossen. Während dieser Zeit verbrachte Hewlett neun Monate in Neuseeland, Rarotonga und in den Vereinigten Staaten. Nachdem das Gelände 1926 endgültig verkauft und in die neue Electrolux-Fabrik integriert worden war, zog sie mit ihrer Tochter Pia nach Tauranga, Neuseeland. Einige Jahre nach der Ansiedlung in Neuseeland kaufte sie mit einem Partner Southern Cross Airways, aber das Unternehmen schloss, bevor Flüge durchgeführt wurden. In den Jahren 1928 bis 1929 kaufte sie vier Abschnitte einer Straße in Tauranga, die acht Jahre lang der Stadt als Flugfeld gedient hatte, und wurde dort 1932 Gründungspräsidentin des Aero and Gliding Club. 1939 benannte der damalige neuseeländische Verteidigungsminister Frederick Jones bei der Eröffnung eines neuen Flugplatzes in Tauranga eine nahe gelegene Straße nach Hilda Hewlett und ihrem Sohn Francis, um ihre Verdienste um die Luftfahrt anzuerkennen. Sie starb 1943 in Tauranga und wurde ihrem Wunsch entsprechend auf See begraben.